# Crotalus ornatus
Crotalus ornatus es una especie de reptil perteneciente a la familia Viperidae. 

## Descripción
C. ornatus se distingue de otros congéneres por tener (1) una talla mediana de longitud hocico-cloaca de adultos de 70-100 cm, raramente 130 cm (2) posee dos grandes, triangulares escamas internasales; (3) dos escamas grandes prefrontales; (4) dos escamas grandes frontales; (5) 6-10 prefoveales; (6)2-4 loreales; (7) dos preoculares; (8) 5 postoculares; (9) 2-7 intersupraoculares; (10) 16-18 supralabiales; (11) 14-21 infralabiales; (12) 23-29 hileras de escamas dorsales en la mitad del cuerpo; (13) 164-205 ventrales; (14) 16-30 subcaudales (16-26 en hembras y 21-30 en machos); (15) región internasal-prefrontal y supraoculares negras o café oscuro; (16) pigmentación oscura del patrón dorsal que se extiende de la nuca a la región occipital y parietal; (17) 22-33 manchas dorsales romboides que frecuentemente se juntan con las manchas laterales a la mitad del cuerpo para formar bandas o cheurones (manchas dorsales de algunos especímenes se pueden volver difusos posteriormente, representados por bandas anteriores a la cloaca); (18) manchas mediales claras más largas que anchas en la porción anterior del cuerpo, se vuelven más anchas a la mitad del cuerpo y separan las manchas dorsales; (19) las manchas mediales frecuentemente se vuelven indivisibles del color de fondo en el primer cuarto posterior del cuerpo; (20) dos puntos paravertebrales blancos o grises claro irregulares presentes dentro de cada mancha dorsal, usualmente separados por 1-6 hileras de escamas dorsales en la parte anterior del cuerpo y (21) cola negra o café oscuro con bandas atravesadas tenues algunas veces visibles.

## Distribución
El desierto de Chihuahua norteño define la distribución geográfica de C. ornatus. Análisis de especímenes del norte de México sugieren que C. ornatus está presente tanto al sur como el centro de Coahuila, México en las montañas y cuenca de Cuatro Ciénegas Coahuila. El límite más al sur de este linaje es incierto por la ausencia de datos. Sin embargo, registros de C. molossus nigrescens sugieren que la distribución de C. ornatus posiblemente termina cerca del sur de Coahuila.
La especie fue descubierta en Nuevo León, México recientemente.